# 渡部彝
渡部 彝（わたなべ つね）は、江戸時代後期の国学者。出雲国松江の商人。同国の神社等について考証し、『出雲神社巡拝記』『出雲神社考』『出雲稽古知今図説』を著した。

## 概要
出雲国松江石橋町千手院入口右手角で小笹屋良兵衛と号して商売を営んだ。版元としては松江楓之舎と号した。
文政年間の松江藩による『延喜式』調査事業の一環として、文政11年（1828年）藍川慎による雲州版『延喜式』刊行に次ぎ、文政12年（1829年）岡野衛訓・松瀬徳能の斡旋により、家老乙部九郎兵衛・三谷権大夫から資金援助を受け、出雲国の式内社と『出雲国風土記』記載の式外社について領内を実地調査した。飯石神社宮司「佐藤家古記録」によれば、松江城下・島根郡の調査を済ませた後、3月24日城下惣代幡垣政憲、島根郡神社惣代八束穂の紹介状を得て、飯石郡・仁多郡を調査し、4月27日飯石神社宮司佐藤貞綱を訪問している。
その後、調査結果を『出雲神社考』にまとめ、出雲大社神主千家俊信に監修を依頼し、仮名書き本と共に出版する予定だったが、出雲大社が論社の比定に関わるのは問題があるとして断られ、代わりに『出雲神社巡拝記』を出版した。
天保4年（1833年）6月『風土記』講義のため国富村都牟自神社に来訪していた浜田藩の国学者岡部春平を尋ね、教えを請うた。後に岡部春平、都牟自神社神主金築春久と共に『風土記』調査のため出雲国を巡り、岡部春平は『出雲風土記考』を著した。
晩年については、明治10年代に湯本文彦が老姪から聴取した話では、当時から30年以上前（嘉永頃）、研究に没頭するあまり家財を失い、借家に移って死去したという。一方、1923年（大正12年）頃末次の豪商小豆沢家から聴取した朝山皓によれば、明治初年に石橋町から末次権現町辺の小路（末次権現町二丁目筋か）に転居してきて、狷介な性格だったという。桐岳寺に渡部家の寄せ墓があり、子孫は現在も石橋町で商店を営む。

## 作品
『出雲神社考』
天保4年（1833年）8月1日出雲殿人（千家俊信か）序。無窮会神習文庫所蔵。「松江渡部彝謹撰」とあるにもかかわらず、弘化3年（1846年）児玉篤恭が跋文で岡部春平著と明記し、中村守手も渡部彝の身分を根拠に岡部春平の著と断定したことで、長く渡部彝の名が埋もれる結果となった。
『出雲神社巡拝記』
出雲国造北島家上官佐草美清序、鉾廼舎道麿跋。意宇郡来海村（松江市宍道町上来待）犬山尚平・楯縫郡島村（出雲市島村町）吉田綱武・松江吉川正平が出版を補助し、天保4年（1833年）冬刊行された。出雲三十三観音霊場の神社版として、後の退隠地須衛都久神社を起点、白潟天満宮を終点とし、島根郡・秋鹿郡・楯縫郡・出雲郡・神門郡・飯石郡・仁多郡・大原郡・能義郡・意宇郡の順に『風土記』記載399社の巡拝ルートを提案する。
天保4年（1833年）6月安芸国の国学者後藤夷臣が刊行前に渡部彝の巡拝ルートの情報を得て同ルートを旅行しているほか、慶応元年（1865年）松江の尼ヶ崎屋喜三衛門や平田の版元により再刊され、慶応2年（1866年）平田の商人小村和四郎が携帯用に『出雲神社巡拝記抜書』を作成して同ルートを参拝しており、明治3年（1870年）神門郡稗原村古瀬正二之助編「富能加神社略記」でも考証に参照されるなど、広く受容された。2009年（平成21年）再刊者尼ヶ崎屋の子孫園山興造が松江市に版木75枚を寄贈し、松江歴史館に収蔵された。
「島根郡図」
文政7年（1824年）11月成立。文政3年（1820年）神田助右衛門が藩に提出した「出雲十郡絵図」を写した巨大な九千分の一彩色分間図上に、村名・浦名・河川・村境・番所・一里塚・社寺・辻堂・才の神のほか、古城や城主名、『風土記』郷名の比定、黒沢石斎『懐橘談』の古歌、神社の祭神等を約3万字に渡って書き込む。島根郡下郡を務めた子孫の屋敷に所蔵される。
『出雲稽古知今図説』
出雲国の地誌。「島根郡図」等の縮小図を用い、神代から天保7年（1836年）開通した松江大橋までを網羅する。考証にはしばしば近所北堀町の側医師山本安良と意見を交換している。
1879年（明治12年）島根県修史御用掛に着任してきた湯本文彦に見出され、1881年（明治14年）序文を付された。昭和初期には島根県庁・松江中学校に写本があり、稗原町野尻牛尾家が原本を秘蔵していたという。